# بطولة العالم لسباقات فورمولا 1 موسم 1952
بطولة العالم لسباقات فورمولا 1 موسم 1952 عقدت في سنة 1952 م، وفاز بها البرتو اسكاري (بالإنجليزية: Alberto Ascari)‏ من فريق فيراري (بالإنجليزية: Ferrari)‏ بسيارته الفيراري. البرتو اسكاري الذي بدأ السباق في الخط رقم 5 حصل على أفضل توقيت في الجولة 6 من السباق في أسرع لفة له. هذا السائق في المجموع حصد 36 نقطة.

## الوصلات الخارجية
- الموقع الرسمي للفورمولا 1